# Червономаяцька сільська рада
Черво́номая́цька сільська́ ра́да — адміністративно-територіальна одиниця та орган місцевого самоврядування в Бериславському районі Херсонської області. Адміністративний центр — селище Червоний Маяк.

## Загальні відомості
Червономаяцька сільська рада утворена в 1924 році.
- Територія ради: 73,091 км²
- Населення ради: 2 519 осіб (станом на 2001 рік)
- Водоймища на території, підпорядкованій даній раді: Каховське водосховище

## Населені пункти
Сільській раді підпорядковані населені пункти:
- с-ще Червоний Маяк
- с. Крупиця
- с-ще Ударник

## Склад ради
Рада складається з 16 депутатів та голови.
- Голова ради: Вороний Олександр Олександрович
- Секретар ради: Барановська Наталія Сергіївна

### Керівний склад попередніх скликань
| Прізвище, ім'я, по батькові     | Основні відомості                                                                                     | Дата обрання | Дата звільнення |
| ------------------------------- | --- | ------------ | --------------- |
| Фаш Іван Семенович              | Сільський голова, 1946 року народження, освіта середня спеціальна, член Соціалістичної партії України | 22.08.2006   | 01.10.2008      |
| Вороний Олександр Олександрович | Сільський голова, 1961 року народження, освіта вища, член партії Єдиний Центр                         | 15.03.2009   | 31.10.2010      |
| Вороний Олександр Олександрович | Сільський голова, 1961 року народження, освіта вища, член партії Єдиний Центр                         | 31.10.2010   |                 |

Примітка: таблиця складена за даними сайту Верховної Ради України

### Депутати
За результатами місцевих виборів 2010 року депутатами ради стали:

#### За суб'єктами висування
| Суб'єкт висування | Кількість обраних депутатів | %    |
| ----------------- | --------------------------- | ---- |
| Самовисування     | 11                          | 68,8 |
| Партія регіонів   | 5                           | 31,3 |

#### За округами
| № округу        | Прізвище, ім'я, по батькові      | Дата визнання обраним | Освіта  | Партійна приналежність | Відомості про обраного депутата                      |
| --------------- | -------------------------------- | --------------------- | ------- | ---------------------- | ---------------------------------------------------- |
| Партія регіонів |                                  |                       |         |                        |                                                      |
| 3               | Барановська Наталія Сергіївна    | 01.11.2010            | вища    | член Партії регіонів   | Сільський будинок культури, директор                 |
| 6               | Каракуца Алла Анатоліївна        | 01.11.2010            | середня | член Партії регіонів   | приватний підприємець                                |
| 10              | Шиховцов Ігор Васильович         | 01.11.2010            | середня | позапартійний          | пенсіонер                                            |
| 12              | Антоненко Зоя Петрівна           | 01.11.2010            | вища    | член Партії регіонів   | тимчасово не працює                                  |
| 15              | Озарянко Станіслав Олександрович | 01.11.2010            | середня | член Партії регіонів   | сільський клуб, завідувач                            |
| Самовисування   |                                  |                       |         |                        |                                                      |
| 1               | Козловська Таміла Григорівна     | 01.11.2010            | вища    | позапартійна           | Червономаяцька сільська рада, секретар               |
| 2               | Тімошин Юрій Миколайович         | 01.11.2010            | середня | позапартійний          | тимчасово не працює                                  |
| 4               | Горобєй Сергій Володимирович     | 01.11.2010            | вища    | позапартійний          | тимчасово не працює                                  |
| 5               | Остапчук Тетяна Михайлівна       | 01.11.2010            | середня | член Партії регіонів   | Комунальне підприємствово «Червоний Маяк», бухгалтер |
| 7               | Степаниця Олександр Іванович     | 01.11.2010            | вища    | позапартійний          | Бериславський професійний аграрний ліцей, викладач   |
| 8               | Глущенко Сергій Михайлович       | 01.11.2010            | середня | позапартійний          | Червономаяцька сільська амбулаторія, водій           |
| 9               | Кузьмінер Сергій Вікторович      | 01.11.2010            | вища    | позапартійний          | приватний підприємець                                |
| 11              | Коробка Тетяна Володимирівна     | 01.11.2010            | вища    | позапартійна           | тимчасово не працює                                  |
| 13              | Богаченко Раїса Валентинівна     | 01.11.2010            | вища    | позапартійна           | тимчасово не працює                                  |
| 14              | Крупка Юлія Павлівна             | 01.11.2010            | середня | позапартійна           | приватний підприємець                                |
| 16              | Бандура Віктор Степанович        | 01.11.2010            | вища    | позапартійний          | тимчасово не працює                                  |